# Typhlotanaidae
Typhlotanaidae é uma família de crustáceos pertencentes à ordem Tanaidacea.
Géneros:
- Antiplotanais Bamber, 2008
- Aremus Segadilha, Gellert & Błażewicz, 2018
- Dimorphognathia Sieg, 1986
- Hamatipeda Blazewicz-Paszkowycz, 2007
- Larsenotanais Blazewicz-Paszkowycz, 2007
- Meromonakantha Sieg, 1986
- Obesutanais Larsen, Blazewicz-Paszkowycz & Cunha, 2006
- Paratyphlotanais Kudinova-Pasternak & Pasternak, 1978
- Peraeospinosus Sieg, 1986
- Pulcherella Blazewicz-Paszkowycz, 2007
- Targaryenella Błażewicz & Segadilha, 2019
- Torquella Blazewicz-Paszkowycz, 2007
- Typhlamia Blazewicz-Paszkowycz, 2007
- Typhlotanais Sars, 1882
- Typhlotanaoides Sieg, 1983
- Typhlotanoides Sieg, 1983
- Unispinosus Chim & Tong, 2020